# Cellule-anatole
Pour les articles homonymes, voir Cellule et Anatole.

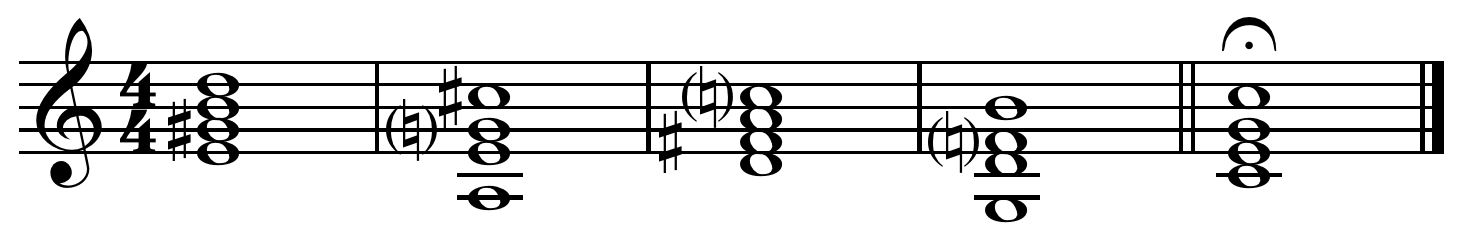
Cellule-anatole

La cellule-anatole, ou turn-around, est une progression d'accords parcourant les degrés I VI II V de la tonalité. On trouve cette progression d'accords dans de nombreux standards de jazz, en particulier dans la forme musicale dite « anatole ».

## Anatole majeur / anatole mineur
L'anatole majeur est composé de :
- parfait majeur sur la tonique (Ier degré) ;
- parfait mineur sur le VIe degré (avec 7e possible) ;
- accord parfait mineur sur le IIe degré (avec 7e possible) ;
- 7e de dominante sur la dominante (Ve degré).

L'anatole mineur est composé de :
- parfait mineur sur la tonique ;
- parfait majeur sur le VIe degré ;
- accord de quinte diminuée sur le IIe degré ;
- 7e de dominante sur la dominante.

## Substitutions
Toutes les substitutions d'accords usuelles sont possibles : substitution tritonique, substitution diatonique, dominantes étendues.

## Exemples
On retrouve cette progression dans les deux premières mesures de I Got Rhythm, qui a donné son nom anglais à la cellule : Rhythm Changes. 
On la retrouve également dans La Mer, Blue Moon, Ain't Misbehavin', Smoke Gets in Your Eyes, Ti amo. Cette progression est fréquente dans les tubes américains et yéyé du début des années 1960 (Penny Lane, Tous les garçons et les filles, Retiens la nuit, La plus belle pour aller danser, Daniela, Let's Twist Again, Diana, etc.).